# All Rise (serie televisiva)
All Rise è una serie televisiva statunitense, creata da Greg Spottiswood, e prodotta per tre stagioni, trasmesse dal 2019 al 2023 (le prime due su CBS e la terza su OWN).

## Trama
La serie parla della vita, sia lavorativa che privata, della giudice Lola Carmichael appena nominata con un passato da vice procuratore distrettuale di Los Angeles.
Oltre alla giudice Carmichael si possono vedere anche altri componenti della 61ª sezione della Corte superiore della Contea di Los Angeles. Come il vice procuratore Callan, l'avvocato pubblico Lopez.

## Episodi
| Stagione         | Episodi | Prima TV Usa | Prima TV Italia |
| ---------------- | ------- | ------------ | --------------- |
| Prima stagione   | 21      | 2019-2020    | 2020-2021       |
| Seconda stagione | 17      | 2020-2021    | 2022            |
| Terza stagione   | 20      | 2022-2023    | 2023            |

## Cast
- Giudice Lola Carmichael (stagione 1-3) interpretata da Simone Missick, doppiata da Claudia Catani. Un'idealista ex vice procuratore distrettuale e appena nominata giudice della Corte Superiore della Contea di Los Angeles. Sposata con un agente del FBI. Sin dal suo primo giorno nel nuovo lavoro si dimostra molto particolare nello svolgere il suo lavoro rifiutando un patteggiamento.
- Vice procuratore Mark Callan (stagione 1-3) interpretato da Wilson Bethel doppiato da Andrea Lavagnino.  Un vice procuratore distrettuale di Los Angeles miglior amico di Lola Carmichael, ha una relazione con l'avvocato Quinn. Anche lui molto idealista si adopererà per far testimoniare una figlia contro il padre per corruzione di testimone.
- Emily Lopez (stagione 1-3) interpretata da Jessica Camacho doppiata da Emanuela Damasio. Un avvocato pubblico di Los Angeles, sta divorziando da suo marito, per cui ha chiesto un ordine restrittivo. Inizierà una relazione con il vice-sceriffo Watkins.
- Vice-sceriffo Luke Watkins (stagione 1-3) interpretato da J. Alex Brinson doppiato da Gianluca Cortesi. Un ufficiale della corte con 4 anni di esperienza, sta progettando di lasciare il lavoro per iniziare una carriera da avvocato.
- Sherri Kansky (stagione 1-3) interpretata da Ruthie Ann Miles doppiata da Domitilla D'Amico. Il cancelliere anziano del tribunale, per questo assegnata alla nuova giudice, le due hanno un rapporto complicato perché la Carmichael è molto diretta mentre Sherri è formale nelle relazioni lavorative con i suoi superiori.
- Sara Castillo (stagione 1-3) interpretata da Lindsay Mendez doppiata da Laura Romano. Una stenografa della tribunale amica dell'avvocato Lopez.
- Giudice Lisa Benner (stagione 1-3) interpretata da Marg Helgenberger doppiata da Cristina Boraschi. Il giudice anziano della 61ª corte, è come un mentore per la nuova arrivata Carmichael.
- Amy Quinn (stagione 2, ricorrente stagione 1) interpretata da Lindsey Gort doppiata da Barbara De Bortoli. Un potente avvocato, ha una relazione segreta con il vice procuratore Callan.[1]